# Pryskyřníkotvaré
Pryskyřníkotvaré (Ranunculales) je řád vyšších dvouděložných rostlin. Zahrnuje celkem 7 čeledí, z nichž 3 jsou zastoupeny i v české květeně.

## Charakteristika
Pro řád pryskyřníkotvaré (Ranunculales) jsou charakteristické spirocyklické květy, množství tyčinek (primární polyandrie) a svrchní apokarpní gyneceum. Květní obaly jsou zpravidla volné, semena s drobným embryem a bohatým endospermem. Převažujícím znakem je i bylinný habitus, zubaté až dělené listy a přítomnost benzylisochinolinových alkaloidů.
Řád obsahuje 7 čeledí a asi 3500 druhů.

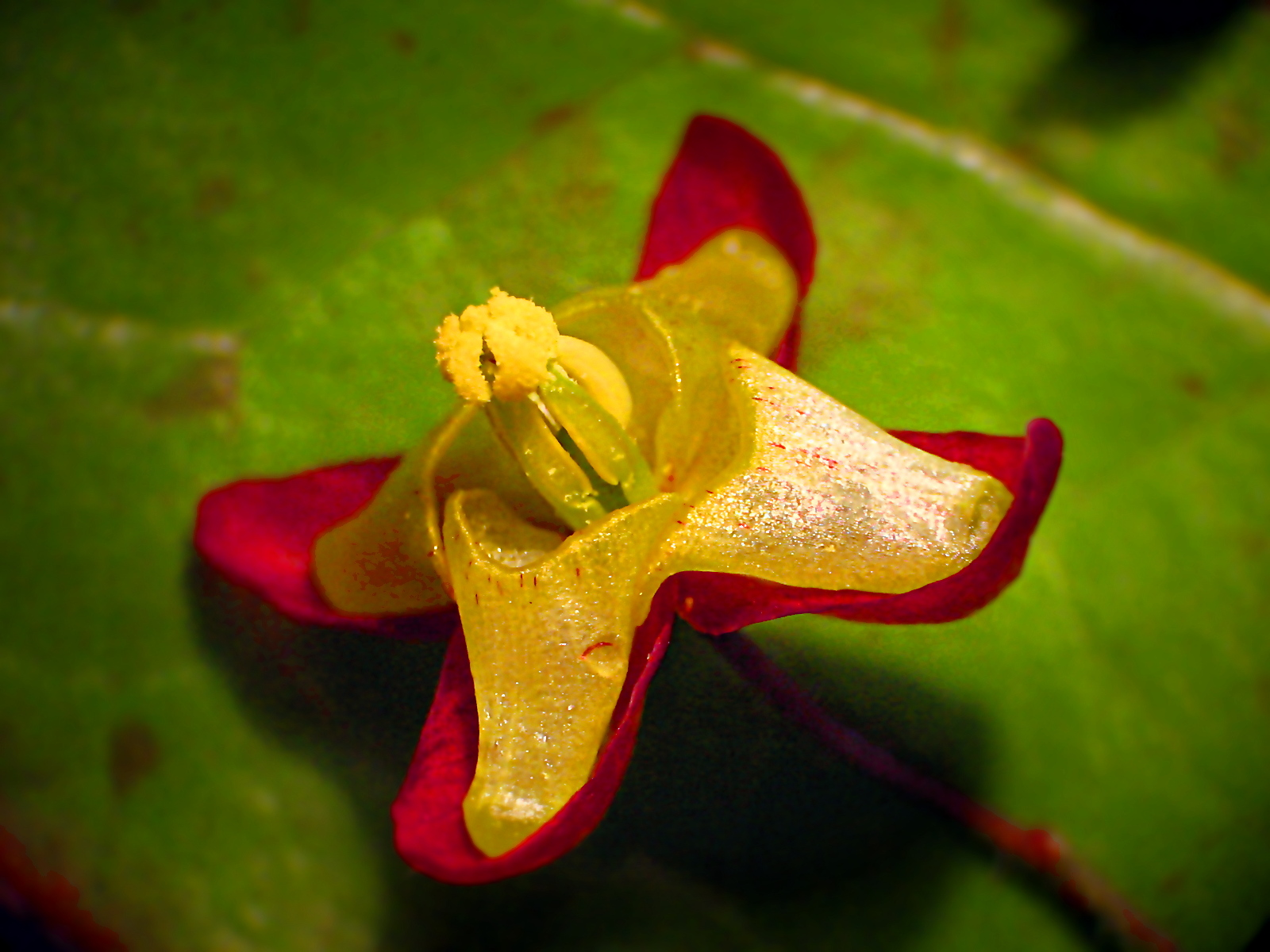
Škornice alpská (Epimedium alpinum)
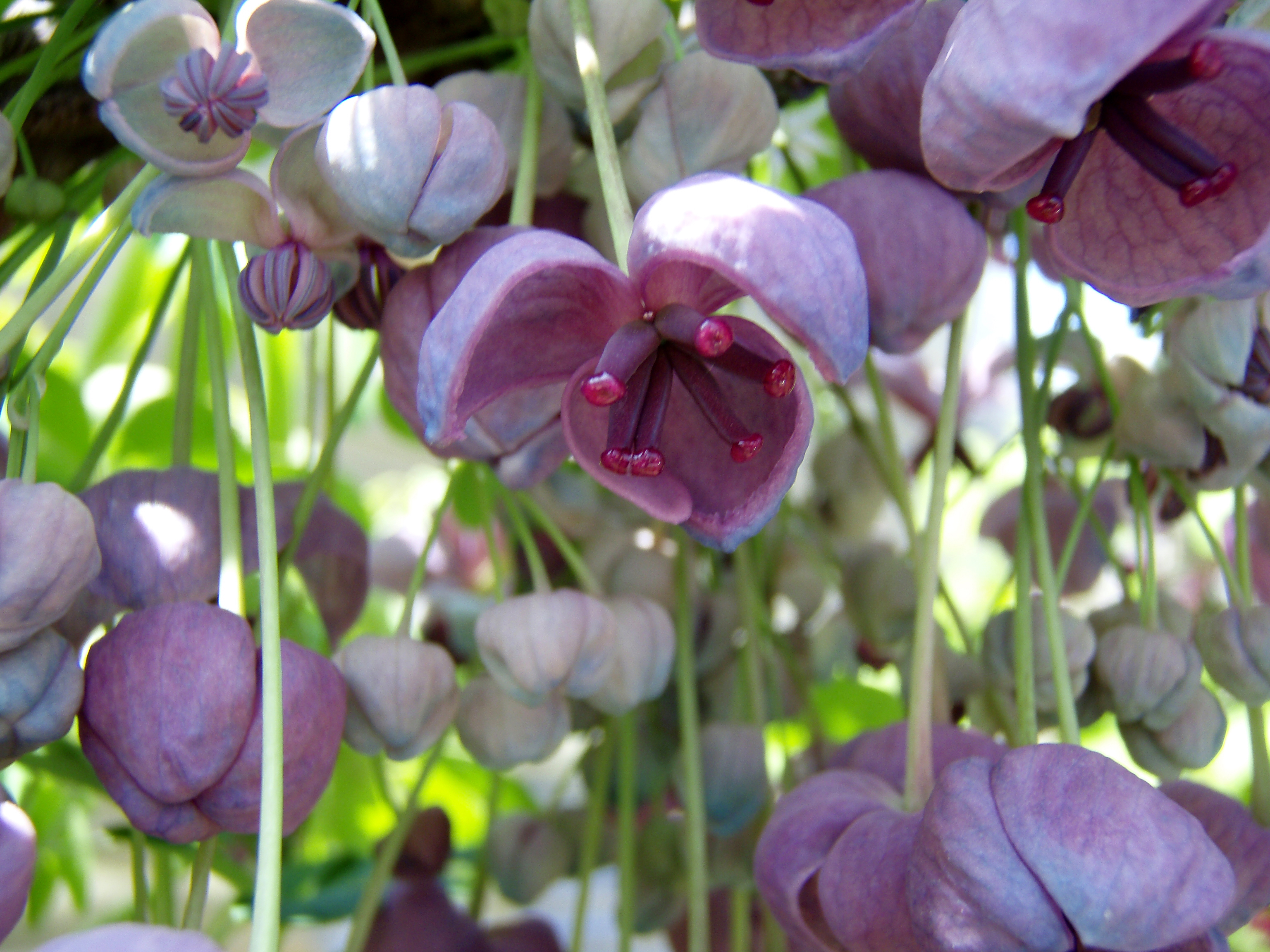
Akébie pětičetná (Akebia quinata)
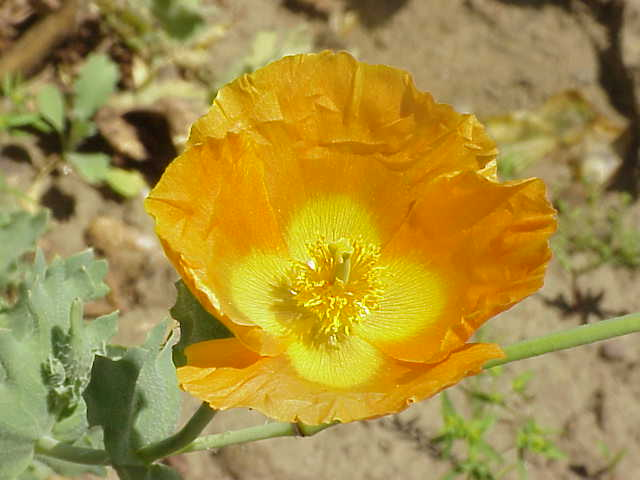
Glaucium fimbrilligerum

## Taxonomie
Ranunculales jsou bazální větví Eudicots neboli pravých dvouděložných rostlin. V Cronquistově systému byl řád součástí podtřídy Magnoliidae spolu s řády řazenými dnes mezi nižší dvouděložné (Magnoliopsida) a s řádem Papaverales, který byl v systému APG sloučen s řádem Ranunculales.

## Seznam čeledí
- dřišťálovité (Berberidaceae)
- jilmovníkovité (Eupteleaceae)
- kokylovité (Lardizabalaceae)
- lunoplodovité (Menispermaceae)
- makovité (Papaveraceae)
- pryskyřníkovité (Ranunculaceae)
- Circaeasteraceae[1]